# STAT5
STAT5 hace referencia a dos proteínas altamente relacionadas, STAT5A y STAT5B. Estas dos proteínas, aunque se encuentran codificadas por genes separados e independientes, muestran una identidad del 90% a nivel de la secuencia de aminoácidos.